# 斯捷潘尼夫卡 (市級鎮)
50°56′46″N 34°36′54″E / 50.94611°N 34.61500°E

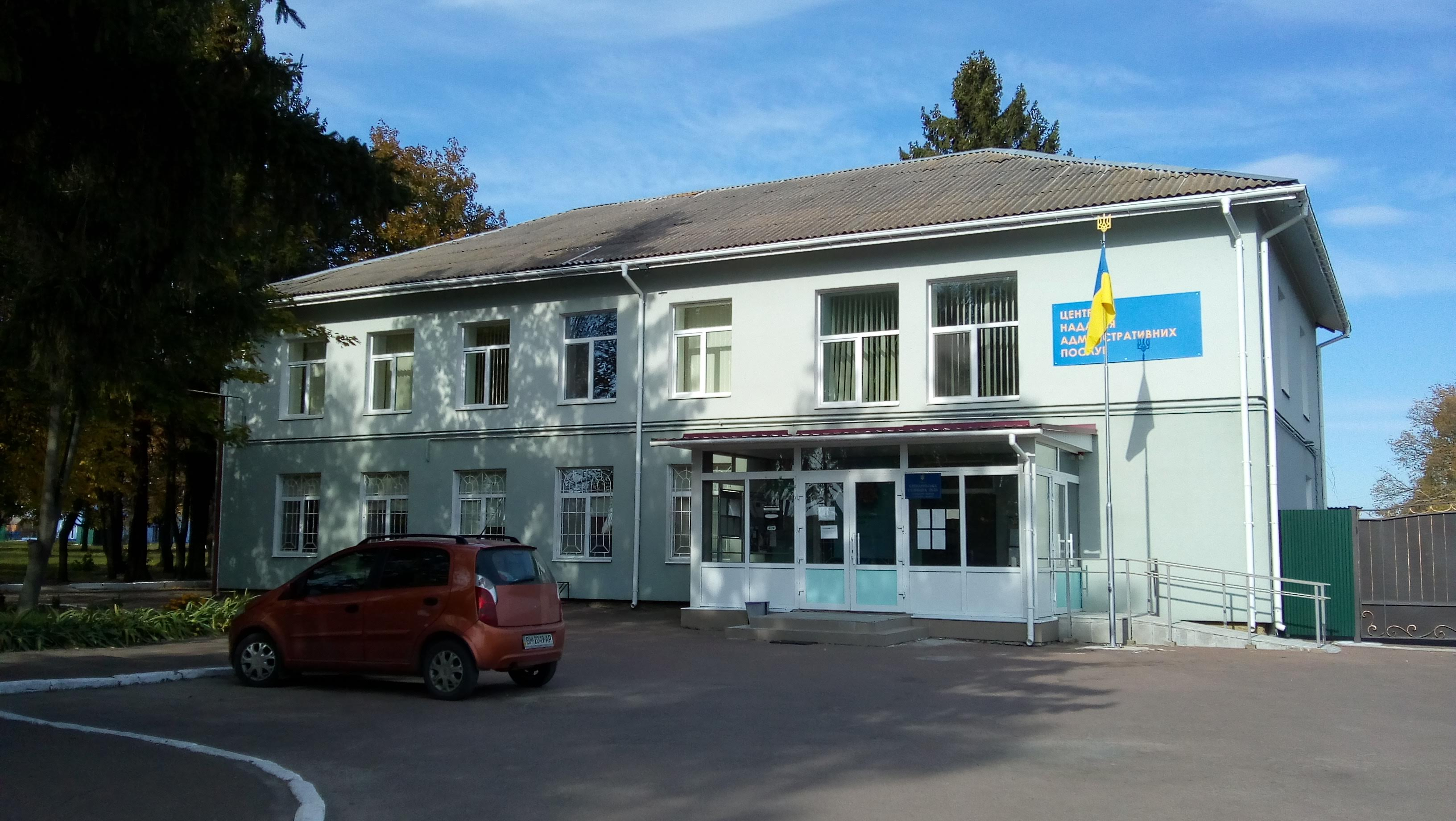
镇议会楼

斯捷潘尼夫卡（羅馬化：Stepanivka）是位於烏克蘭北部蘇梅州蘇梅區斯捷潘尼夫卡市鎮的鎮，並為該市鎮的行政中心。該鎮處於蘇梅以西13公里的蘇姆卡河畔，始建於1670年，該鎮建有東正教堂，2014年人口5,500。